# Heinrich Koch (Architekt, 1781)
Heinrich Koch (24. Dezember 1781 in Maikammer b. Speyer – 1. Juli 1861 in Bernstein (Burgenland)) war ein österreichischer Architekt und Kunsthandwerker.

## Leben
Heinrich Koch studierte an der Akademie der bildenden Künste in Wien. Ab 1827 arbeitete er als Kinskyscher Hofarchitekt, ab 1834 als Dietrichsteinscher Hofarchitekt. Er war außerdem für die Károlyi und die Liechtenstein tätig und entwarf zahlreiche Schösser, Herrensitze und Palais in einem prunkvollen klassizistischen Stil, hauptsächlich in Böhmen und Ungarn. Teilweise plante er auch die dazugehörigen Englischen Gärten. Er schuf außerdem auch Wohnungseinrichtungen im Empirestil, Uhren und Leuchter. Sein Sohn Heinrich Koch (1840–1889) wurde ebenfalls Architekt.

## Werke
- Schloss Tschernikowitz, Černíkovice
- Villa Kinsky, Prag
- (Neues) Schloss Kinsky, Kostelec nad Orlicí
- Palais Károlyi, Pest
- Palais Clam-Gallas, Wien
- Palais Széchényi, Ödenburg
- Gruftkirche (Dietrichsteinsche Gruft), Mikulov

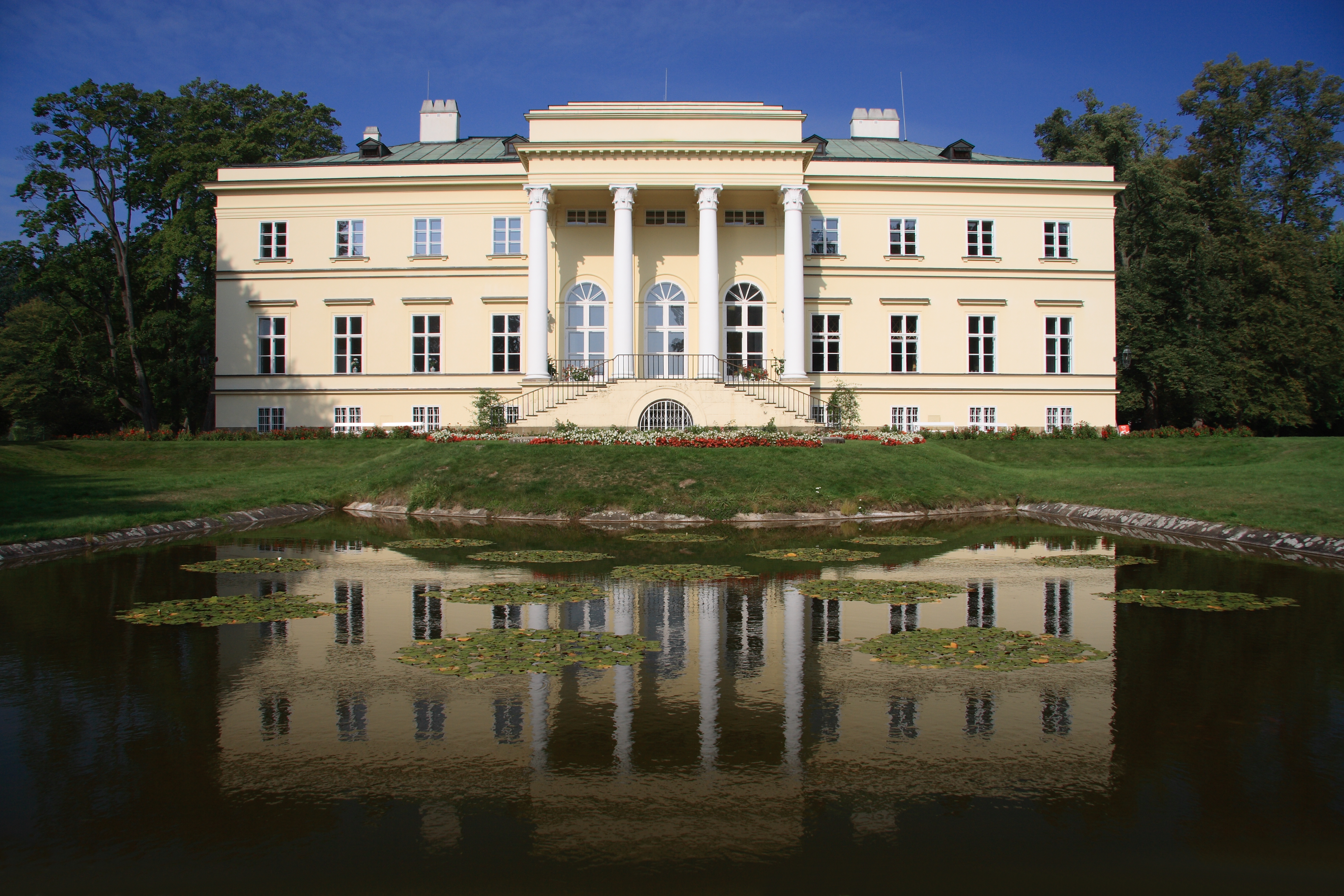
(Neues) Schloss Kinsky in Kostelec nad Orlicí
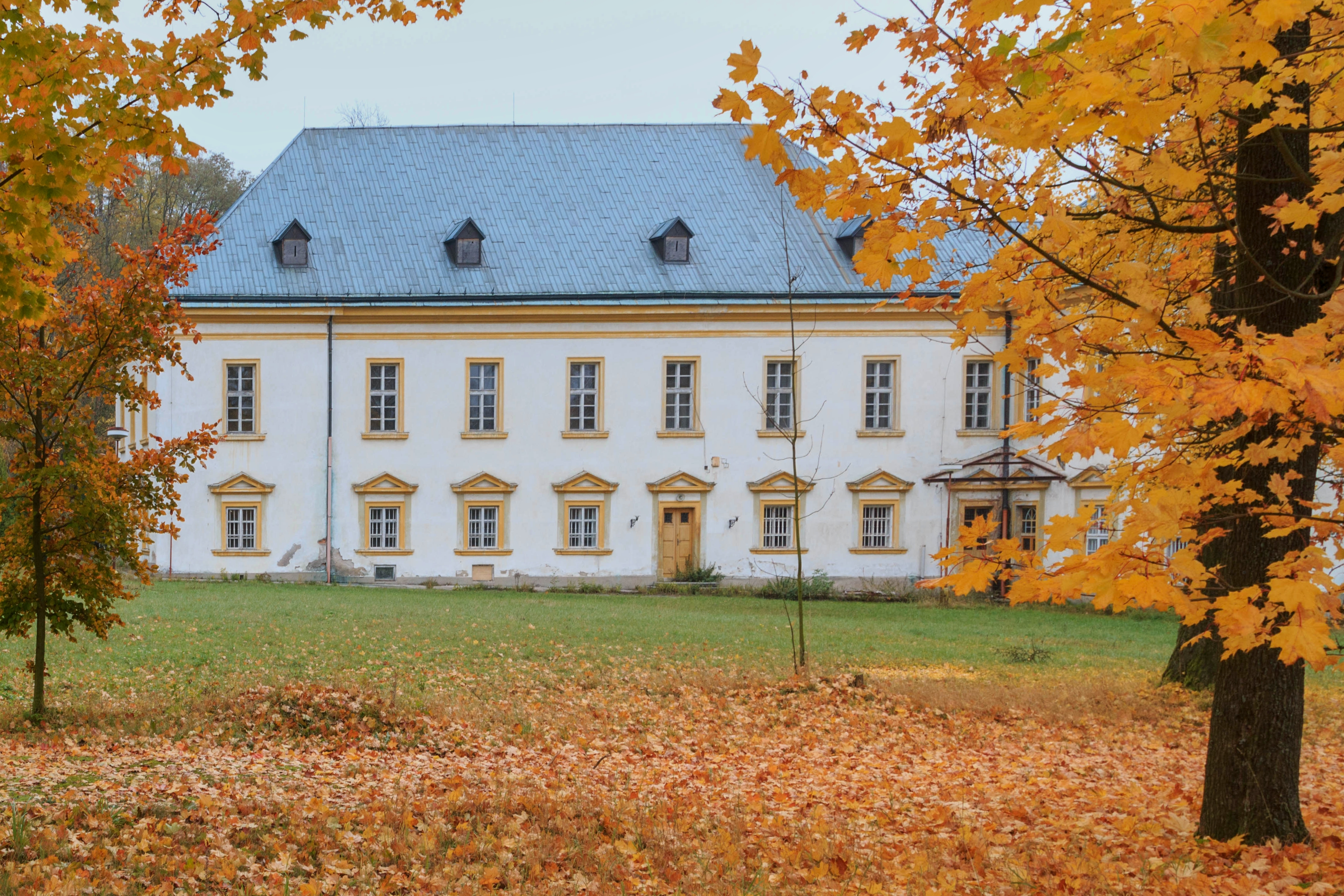
Schloss Černíkovice
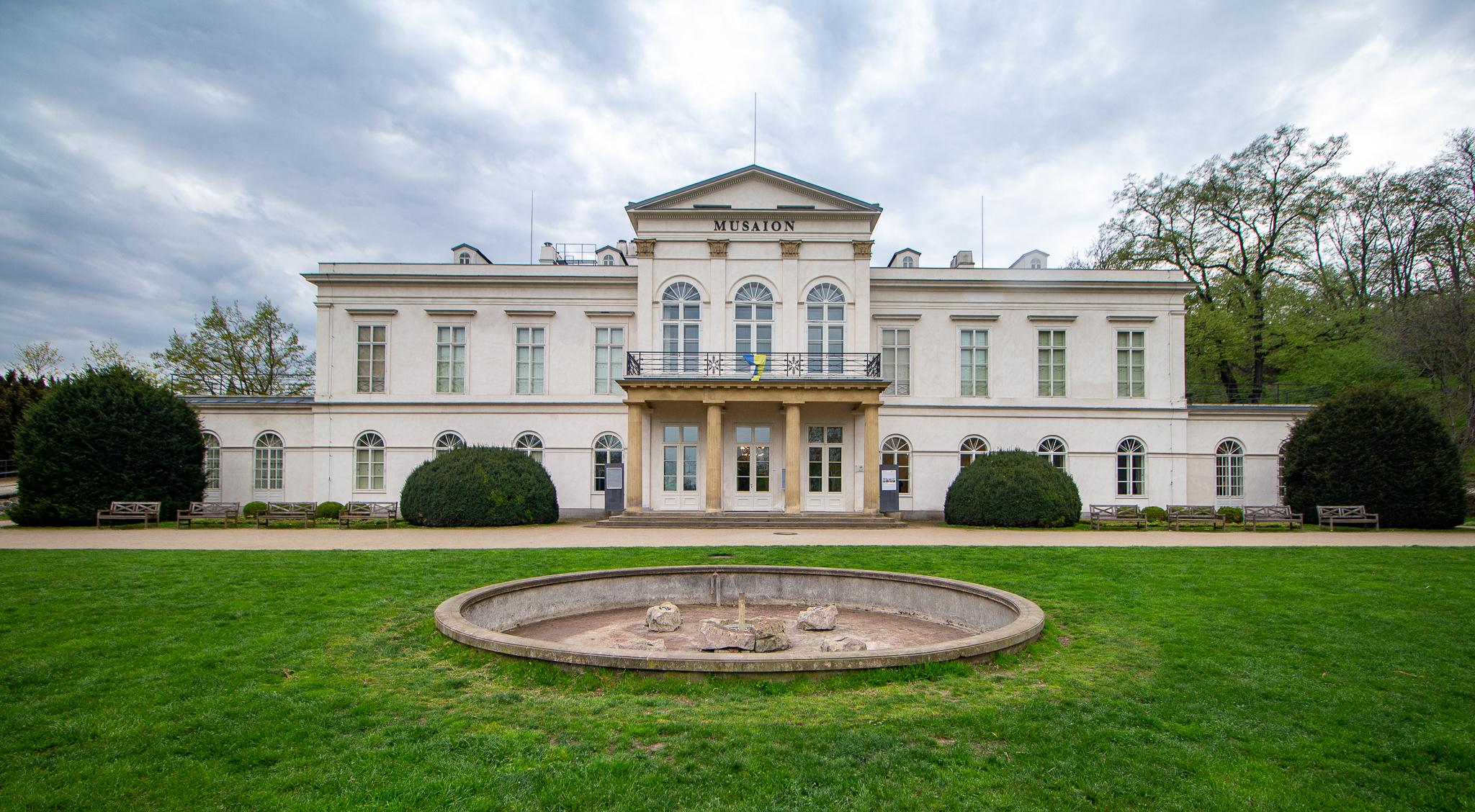
Villa Kinsky, Prag
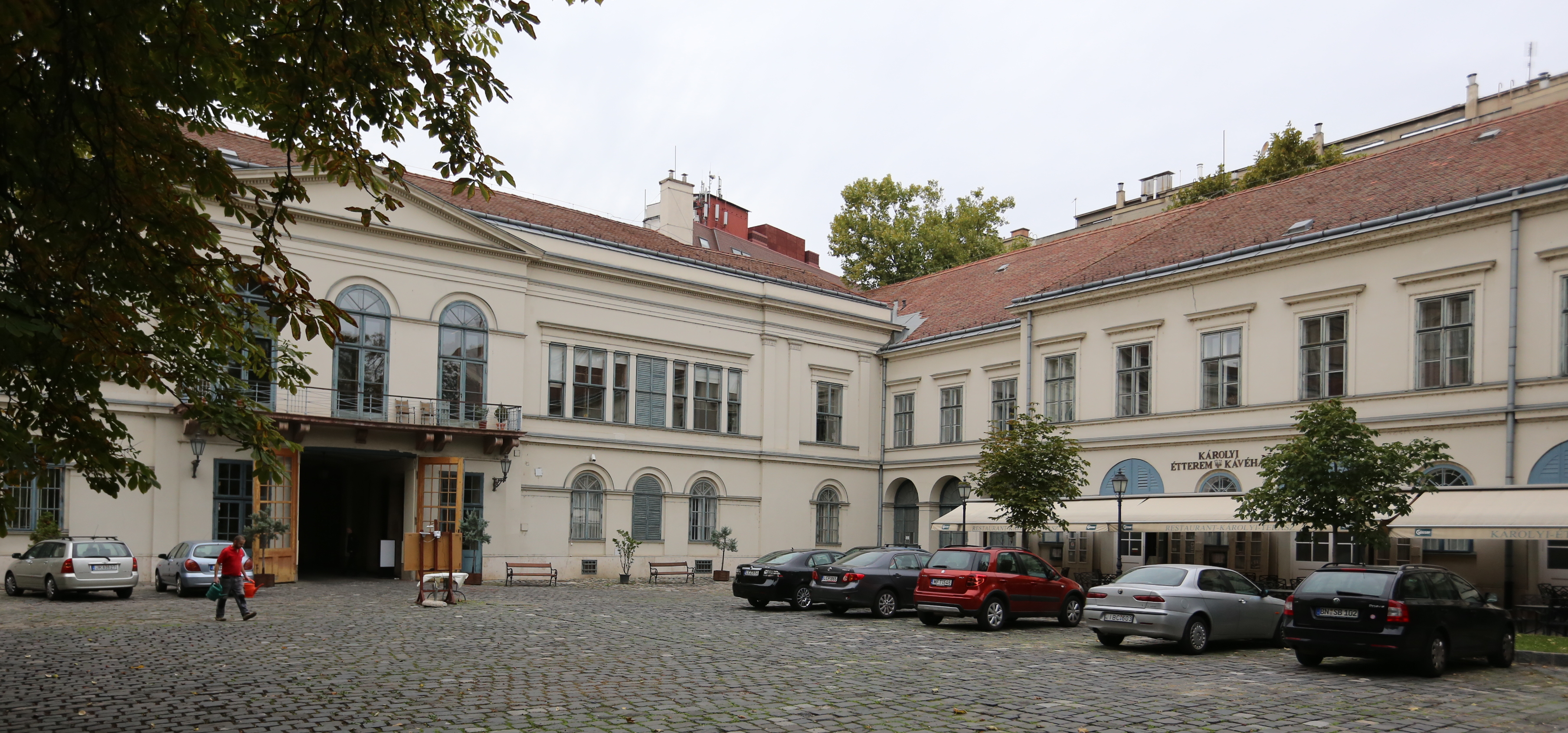
Palais Károlyi, Pest
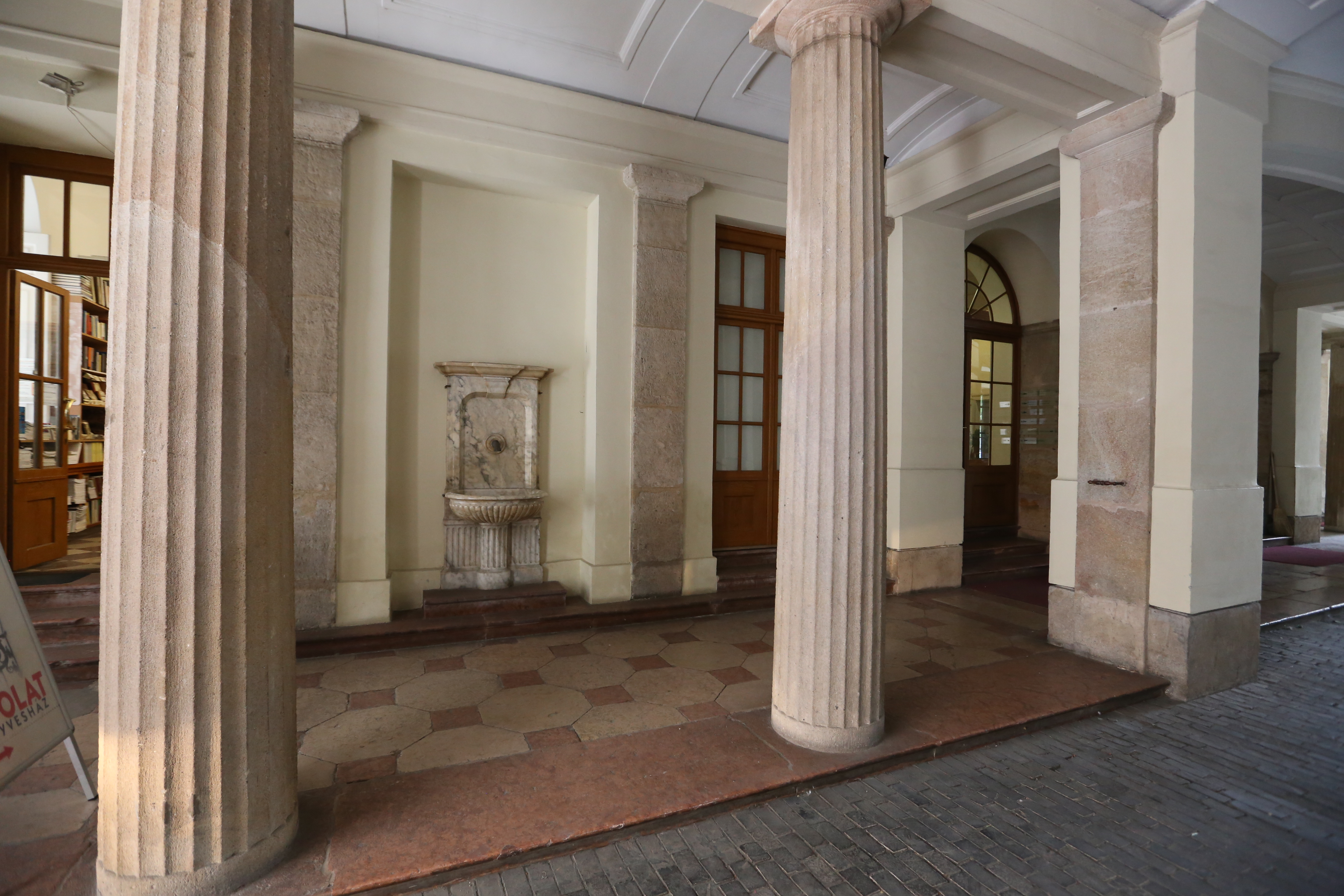
Einfahrt des Palais Károlyi, Pest
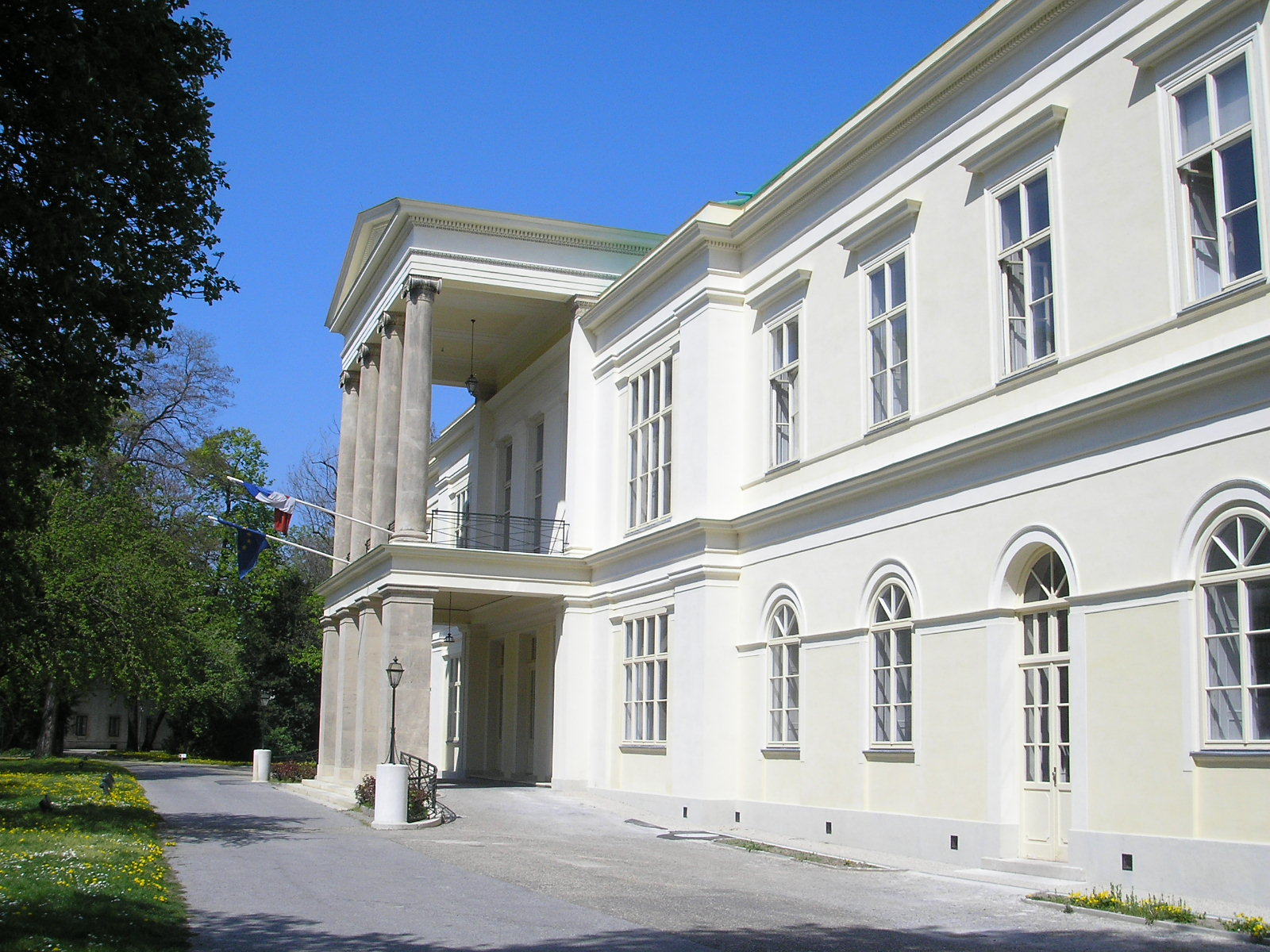
Palais Clam-Gallas, Wien